# Guiagem, Navegação e Controle
Guiagem, Navegação e Controle (GNC, do inglês Guidance, Navigation, and Control) é um campo da engenharia responsável pelo desenvolvimento de sistemas que possibilitam a orientação, estabilização e controle de veículos. O termo pode se referir a qualquer tipo de veículo, incluindo espaçonaves, aeronaves, veículos terrestres, marítimos e robóticos. No entanto, é mais frequentemente utilizado em aplicações espaciais e de defesa, como espaçonaves e mísseis, devido à complexidade e aos rigorosos requisitos dessas áreas.. O termo é frequentemente utilizado como sinônimo de Dinâmica de voo (satélites), pois ambos se referem à ciência que estuda a trajetória e a atitude de veículos e suas técnicas de controle.

## Componentes do GNC
O sistema de Guiagem, Navegação e Controle é composto por três funções principais:
- Guiagem: refere-se ao planejamento e ajuste da trajetória do veículo para atingir um alvo ou realizar uma missão específica. Pode envolver o uso de algoritmos de otimização e cálculos de trajetória.[2]
- Navegação: responsável pela determinação da posição, velocidade e orientação do veículo no espaço. Para isso, utiliza sensores como giroscópios, acelerômetros, Radiometria, GPS e sensores estelares, bem como algoritmos para filtragem e fusão de sinais e estimação, como Filtro de Kalman, Método dos mínimos quadrados e Filtro passa-baixo.[3]
- Controle: envolve a aplicação de comandos para corrigir a atitude e a trajetória do veículo, utilizando atuadores como propulsores, rodas de reação e bobinas magnéticas.[4]

## Aplicações
Os sistemas GNC são empregados em diversas áreas da engenharia:
- Satélites artificiais – utilizados para comunicação, observação da Terra e exploração científica.[5][6]
- Mísseis – usados para defesa e ataque, exigindo precisão extrema em suas trajetórias.[7][8]
- Sondas espaciais – projetadas para explorar o espaço profundo, muitas vezes operando de forma autônoma.[9][10]
- Robótica Móvel e Veículo aéreo não tripulado –[11][12][13][14]

## Técnicas de Controle
Diversas abordagens podem ser utilizadas no controle de atitude e trajetória de veículos espaciais:
- Controle Proporcional-Integral-Derivativo (PID)
- Controle Ótimo
- Controle Adaptativo
- Controle Robusto

## Sensores e Atuadores
Os sistemas de GNC fazem uso de diversos sensores e atuadores para garantir sua funcionalidade:
- Sensores: giroscópios, acelerômetros, sensores solares, sensores estelares, GPS.
- Atuadores: propulsores, rodas de reação, bobinas magnéticas.